# Пухалло фон Брлог, Пауль
Пауль барон Пухалло фон Брлог (21 февраля 1856, Брлог, Австрийская империя (ныне Хорватия) — 12 декабря 1926, Вена, Австрия) — австро-венгерский военачальник, генерал-полковник (13.5.1916). Имперский тайный советник.

## Биография
Родился в семье потомственных военных. В 1877 г. окончил Венскую военно-техническую академию и Венские артиллерийские курсы (1882). Офицерскую карьеру начал в 11-м полевом артиллерийском полку.
В ноябре 1882 г. зачислен в Генштаб.
В сентябре 1892 назначен начальником штаба 3-й пехотной дивизии в Линце. С 1896 проходил службу в 55-м пехотном полку в Тарнополе. С сентября 1898 г. — инструктор Академии Генштаба.
23 апреля 1903 г. стал начальником оперативного бюро Генштаба Австро-Венгрии. С апреля 1905 командовал 5-й пехотной бригадой.
В октябре 1906 г. назначен начальником Академии Генштаба. На этом посту провёл реорганизацию Академии, ввёл новые курсы, улучшил подготовку офицеров Генштаба.
С сентября 1910 — командир 46-й ландверной дивизии, размещавшейся в Кракове.
В октябре 1912 г. назначен командиром V армейским корпусом со штаб-квартирой в Пресбурге (ныне Братислава).
Участник Первой мировой войны.
В начале войны его корпус был переброшен из Галиции на Восточный фронт и вошёл в состав 1-й армии генерала В. Данкля. В состав корпуса входили 14-я, 33-я пехотная и 37-я гонведная дивизии.
В первые дни Галицийской битвы П. Пухалло сопутствовал успех и его корпус отличился в боях в районе Люблина на р. Сан. Затем участвовал в боях у Ивангорода. За этим последовали тяжёлые бои на Ниде и переброска в Карпаты.
В составе 3-й армии корпус П. Пухалло отличился при освобождении от русской армии крепости Перемышль.

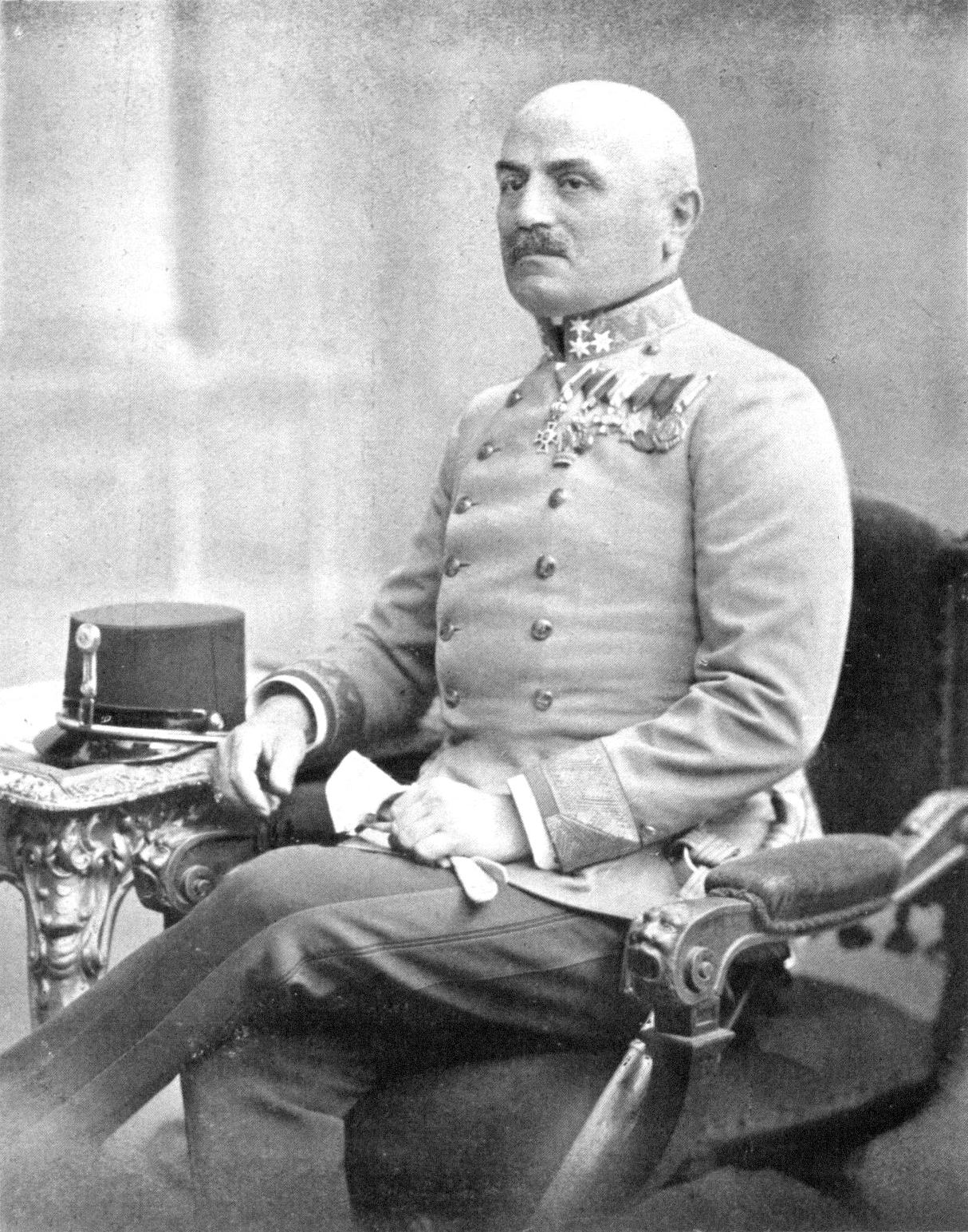
П. Пухалло. 1914 г.

25 мая 1915 г. был назначен командующим 3-й армией вместо отправленного на Итальянский фронт генерала С. Бороевича фон Бойна. 10 июня 1915 г. 3-я армия была расформирована, а Пухалло назначен командующим 1-й армии, с которой участвовал в боях у Сандомира и при Тарло-Юзефове, затем его армия была переброшена на р. Западный Буг и подчинена А. фон Макензену.
Участвовал в Грубешовской и Люблин-Холмской операциях.
В августе 1915 г. перед началом наступления на Ровно в армию П. Пухалло входили 1-й (генерал кавалерии К. фон Кирхбах ауф Лаутербах) и 2-й (генерал пехоты И. фон Кирхбах ауф Лаутербах) армейские корпуса, а также корпус фельдмаршал-лейтенанта С. Шурмая и армейский резерв (2 дивизии). Во время освобождения Лемберга армия Пухалло вела тяжелейшие бои в районе Сокаля.
26 июля 1916 г. его армия, разгромленная во время наступления русских войск под командованием генерала А. А. Брусилова, была расформирована. Сам Пухалло был снят с должности командующего и переведен в резерв. Он неоднократно обращался в генштаб с просьбой о назначении его на командный пост, но постоянно получал отказ. 1 мая 1917 года был уволен в отставку.
После распада Австро-Венгрии стал гражданином Королевства Сербов, Хорватов и Словенцев, но как сторонник Габсбургов получил очень маленькую пенсию и поэтому уехал жить в Вену.

## Награды
Австрое-Венгрии:
- Крест «За военные заслуги» 3-й степени (16 апреля 1896)[7]
- Орден Железной короны 3-й степени (12 октября 1902)[7]
- Австрийский орден Леопольда, рыцарский крест (27 апреля 1905)[7]
- Дворянское достоинство королевства Венгрия с прозванием von Brlog (1908)[7]
- Орден Железной короны 2-й степени (2 августа 1910)[7]
- Звание тайного советника (1913)[7]
- Орден Железной короны 1-й степени с военными украшениями (5 октября 1914); мечи к ордену (1917)[7]
- Крест 1-го класса почётного знака «За заслуги перед Красным Крестом»[нем.] с воинскими украшениями (июнь 1915)[7]
- Австрийский орден Леопольда, большой крест с военными украшениями и мечами (7 апреля 1917)[7]
- Титул барона королевства Венгрия (27 апреля 1917)[7]

Иностранных государств:
- Орден Альбрехта, командорский крест 1-го класса (1906, королевство Саксония)[7]
- Крест Военных заслуг, большой крест (1906, королевство Испания)[7]
- Орден Фридриха, командорский крест 1-го класса (1907, королевство Вюртемберг)[7]
- Железный крест 2-го класса (1914, королевство Пруссия)[7]
- Железный крест 1-го класса (1915, королевство Пруссия)[7]